# (4224) Susa
(4224) Susa (1988 KG) – planetoida z pasa głównego asteroid okrążająca Słońce w ciągu 4,98 lat w średniej odległości 2,91 j.a. Odkryta 19 maja 1988 roku.